# Pauvre Lampil
Pauvre Lampil, anciennement nommé Pauvre, pauvre Lampil !, est une série de bande dessinée humoristique franco-belge créée en 1974 par le dessinateur Willy Lambil pour la catégorie de Carte blanche dans le journal de Spirou. Il s'agit d'une autobiographie de Willy Lambil lui-même dans laquelle il s'autocaricature et se victimise de ne pas être un dessinateur de bande dessinée reconnu. Le scénariste Raoul Cauvin y participe dès le second gag.
La publication en album, souple pour les trois premiers et cartonnée pour les quatre derniers, se faisait à partir de 1977 chez Dupuis, comportant sept tomes jusqu'en avril 1996. En 2011, l'éditeur réunit tous les albums en un seul volume Pauvre Lampil, l'intégrale avec une préface de Thierry Martens, ancien rédacteur en chef du journal de Spirou, avant sa mort en juin de la même année.

## Descriptions

### Synopsis
Lampil est un dessinateur de bande dessinée malheureux, complexé et irritable. Sa série Panty et son kangourou est virtuellement inconnue du public, et il se dispute régulièrement avec sa femme et son scénariste Raoul Cauvin, à qui il reste attaché malgré les disputes récurrentes. Lampil se dispute aussi avec son boucher et son pharmacien. La série s'inspire partiellement de la réalité, les brouilles entre Lambil et Cauvin étant parfois véridiques.

### Personnages
- Willy Lampil
- Raoul Cauvin
- Madame Lampil
- Charles Dupuis
- Le fils de Lampil
- Madame Cauvin
- Le Boucher
- Le Pharmacien

## Historique
Au début des années 1970, le journal Spirou entame une nouvelle période de son histoire. Certains auteurs vedettes ont baissé fortement leur production comme André Franquin ou Peyo et d'autres ont rejoint la concurrence comme Morris, Jijé ou encore Eddy Paape. Yvan Delporte, rédacteur en chef de l'hebdomadaire lors de son âge d'or, a été remplacé par Thierry Martens. Ce dernier a notamment comme mission de renouveler l'équipe d'auteurs du journal. Il donne sa chance à des auteurs comme Paul Deliège, Francis, Arthur Piroton, Louis Salvérius, Charles Degotte ou encore Lambil qui jusque-là étaient cantonnés aux mini-récits ou à la réalisation d'histoires bouche-trous. Ainsi qu'à des collaborateurs du « studio Peyo » comme François Walthéry, Gos ou Derib et des transfuges du journal Tintin comme Raymond Macherot, Berck ou Mazel.
À la mort de Louis Salvérius en mai 1972, Willy Lambil le remplace un an après pour continuer les aventures des Tuniques bleues comme l'avait demandé Raoul Cauvin. Mauvaise entente entre ces deux auteurs qui, dans la même année, avaient alors créé leur propre caricature, le 12 avril 1973, en s'inspirant de leur vie réelle.
Le premier gag fit sa première entrée sur une page du journal de Spirou en ce 25 avril 1974.
Un rédacteur en chef n'aimant pas beaucoup cette série avait décidé d'achever la série en 1996 mais, deux ans après, il changea d'avis lorsque les lecteurs en firent la  demande : il propose donc aux auteurs de reprendre la série. Raoul Cauvin a refusé parce que l'esprit n'aurait plus été le même.

« Elle n’a pas marché. Nous ne vendions pas d’albums, car les gens se contentaient des strips dans Spirou. L’éditeur nous a demandé si nous voulions continuer, mais nous avons préféré nous arrêter. De plus, cette période a correspondu à la période de froid entre Cauvin et moi. Au début j'ai pris du plaisir à recréer, avec des personnages qui n'existaient pas, des gags qui étaient arrivés à Raoul Cauvin, à Laudec, François Walthéry ou à d’autres, mais cela s'est assez vite tassé. Au départ je n'avais prévu que deux planches, mais j'ai dû continuer parce que ça plaisait à la rédaction. »

— Lambil.
En août 2011 est publié Pauvre Lampil, l'intégrale en un seul volume de trois-cent-soixante pages, reprenant les sept albums ainsi que des planches inédites, aux éditions Dupuis.

## Publications

### Albums
Le titre des albums reste identique jusqu'à la fin de la série.
- 1 Pauvre Lampil, Dupuis, janvier 1977
Scénario : Raoul Cauvin - Dessin : Lambil -  (ISBN 2-8001-0522-4)
- 2 Pauvre Lampil, Dupuis, janvier 1978
Scénario : Raoul Cauvin - Dessin : Lambil -  (ISBN 2-8001-0570-4)
- 3 Pauvre Lampil, Dupuis, juillet 1980
Scénario : Raoul Cauvin - Dessin : Lambil -  (ISBN 2-8001-0701-4)
- 4 Pauvre Lampil, Dupuis, janvier 1984
Scénario : Raoul Cauvin - Dessin : Lambil -  (ISBN 2-8001-1049-X)
- 5 Pauvre Lampil, Dupuis, janvier 1990
Scénario : Raoul Cauvin - Dessin : Lambil -  (ISBN 2-8001-1716-8)
- 6 Pauvre Lampil, Dupuis, mars 1992
Scénario : Raoul Cauvin - Dessin : Lambil -  (ISBN 2-8001-1912-8)
- 7 Pauvre Lampil, Dupuis, avril 1995
Scénario : Raoul Cauvin - Dessin : Lambil -  (ISBN 2-8001-2198-X)

### Intégrale
- Pauvre Lampil, l'intégrale, Dupuis, août 2011
Scénario : Raoul Cauvin - Dessin : Lambil -  (ISBN 978-2-8001-4779-6)